# بوصير خيراني الأوراق
البوصير خيراني الأوراق (باللاتينية: Verbascum cheiranthifolium) نوع نباتي يتبع جنس البوصير من الفصيلة الغدبية.

## الموئل والانتشار
موطنه تركيا وأرمينيا.